# 24時間テレビ26 愛は地球を救う
『24時間テレビ26 「愛は地球を救う」 あなたを一番愛する人…』（24じかんテレビ26「あいはちきゅうをすくう」 あなたをいちばんあいするひと…）は、日本テレビにて2003年8月23日（土曜）18:30 - 8月24日（日曜）20:54（JST）まで生放送された26回目となる『24時間テレビ』である。

## 概要
『日本テレビ開局50年記念番組』として放送された。
2000年（第23回）以来3年振りにメインパーソナリティーを導入、今回はTOKIOが担当、以後現在までメインパーソナリティーは続いている。その一方で、今回から3回に渡ってチャリティーパーソナリティーと番組パーソナリティーは置かない（双方とも置かないのは史上初）。
チャリティーマラソンランナーは山田花子が担当した。だが、当番組開催場およびゴールの日本武道館まであと4kmというところで番組が終了、史上初めてマラソン中継が延長せずに尻切れトンボで終わった。そのためか、番組終了後1時間たった22:00に10分間の特別番組を急遽編成し、花子のゴールの様子を伝えた（22:00の『おしゃれカンケイ』以降は10分繰り下げ）。これがきっかけとなり、ランナーが番組内にゴール出来なかった時には直後番組『行列のできる（法律）相談所』の内容を変更し、生放送に切り替えてゴールの模様を放送する様になった。
また、番組内では数回に渡り福島DASH村（当時所在地を公表していなかったため、放送内では福島からの中継とは明言していない）からの生中継も行われた。

## 出演者

### 総合司会
- 徳光和夫
- 松本志のぶ（当時・日本テレビアナウンサー）

### メインパーソナリティー
- TOKIO（松岡昌宏・城島茂・長瀬智也・国分太一・山口達也）

### サポーター
- 柴田理恵
- 石塚英彦（ホンジャマカ）
- 舞の海秀平
- オセロ（中島知子・松嶋尚美）

### チャリティーマラソンランナー
- 山田花子

## 企画・コーナー

### タイムテーブル
| 時間         | コーナー名                                                            |
| ------------ | --------------------------------------------------------------------- |
| 23日 18:30 - | オープニング                                                          |
| 23日 20:03 - | 義足の少年 限界への激走                                               |
| 23日 20:45 - | ハンディキャップに負けないゾ!                                         |
| 23日 21:14 - | ドラマスペシャル『ふたり 私たちが選んだ道』                           |
| 23日 23:12 - | テレビが生んだHOT HIT 100                                             |
| 24日 2:30 -  | 日本 LOVE LOVE 大賞 2003                                              |
| 24日 5:30 -  | 元気が出る愛の天気予報                                                |
| 24日 6:04 -  | 日本列島モノにも愛を…                                                 |
| 24日 8:07 -  | 日本一家族大集合!                                                     |
| 24日 9:06 -  | ハンディキャップに負けないゾ!                                         |
| 24日 10:42 - | 車いすトライアスロン                                                  |
| 24日 11:37 - | ハンディキャップに負けないゾ!                                         |
| 24日 13:02 - | 白い妖精コマネチ復活!                                                 |
| 24日 13:37 - | 賀来千香子・灼熱45℃・アフガニスタンを行く〜地雷の国の女たちからの伝言 |
| 24日 14:49 - | 9人の小学校 最後の夏休みの宿題…                                       |
| 24日 15:50 - | ハンディキャップに負けないゾ!                                         |
| 24日 17:30 - | 笑点チャリティー大喜利                                                |
| 24日 17:45 - | ハンディキャップに負けないゾ!                                         |
| 24日 18:52 - | ハンディキャップに負けないゾ!                                         |
| 24日 19:17 - | グランドフィナーレ                                                    |

## スタッフ
- 構成：関根清貴、川原慶太郎、北村安湖、高梨武志 / 川崎良、町山広美、桜井慎一、石原健次、鈴木工務店、北本かつら、白川安彦、武田郁之輔、海老克哉、森和盛、田代裕、田中直人、冨澤エイジ、佐藤かんじ、内海譲司、山西伸彦

日本武道館
- - テクニカルマネージャー：貫井克次郎、勝見明久
  - テクニカルディレクター：福王寺貴之、小椋敏宏
  - スイッチャー：望月達史、遠藤裕二、安藤康一、小林宏義
  - カメラ︰工藤恂児、水梨潤、木村博靖、玉造昌和、鎌倉和由、蔦佳樹、荻野高康、高野信彦、茅野竜徳、吉田健治、鈴木健司、佐藤裕司、木藤和久、鈴木善一、山内剛、田代義昭、渡辺浩、北折雅人、日向野崇、高田憲一、福田伸一郎、赤沢知弘、中川昭生
  - 音声︰渡邊勇二、清水秀明、村上正、加賀金重郎、高木哲郎、岩崎廉、笹川秀男、赤沼一男
  - 調整︰杉本裕治、島村隆宏、神田洋介、小澤郁彌、鈴木雄仁、菅谷典彦、各務裕之、小野敏之、尾山直樹
  - 照明：関仁、村山真美
  - 美術プロデューサー：中原晃一、石附千秋
  - 美術デザイナー：塚越千恵、久保玲子
  - 装置︰福岡秀雄、四ノ宮克成
  - 電飾︰岩井直樹
  - アクリル装飾︰高木慶太
  - 装飾︰米山幸市
  - 特殊効果︰栗原寛享
  - メイク︰村上静子
  - マルチモニターSW：杉本憲隆、星野隆夫、天野雅洋
  - TK・DSS：中村ひろ子、井﨑綾子、阿部直子、矢島由紀子、大岡伸江、桜井英美子、福岡由紀、北須賀恵美、長谷川和美、田中彩、山際慎子、斉藤葉月
  - コーディネーター：内藤智子、渡辺義人、福田浩一郎、植原佳世子、根本浩史
  - ステージング：土居甫
  - オーディオコーディネーター：鳥飼弘昌
  - 編曲：たかしまあきひこ、永作幸男、しかたたかし
  - 演奏：ガッシュアウト、岡本章生とゲイスターズ、東京音楽事務所
  - 手話コーラス隊：愛の小鳩事業団 手話コーラス部
  - コーラス：日本テレビタレントセンター / ミュージッククリエイション、フィジー
  - 歌唱指導：橋本賀代子
  - アシスタント：日本テレビイベントコンパニオン
  - フロアディレクター：舟澤謙二、長谷川賢一、杉岡士朗、竹田次彦、氣賀澤宏隆、平野進、高橋康之、今井大輔
  - 演出：高谷和男
  - プロデューサー：竹内尊実
  - ディレクター：原司、徳永清孝、前田直敬、江成真二

今伝えたい愛のメッセージ
- - 音効：吉田比呂樹
  - アシスタントプロデューサー：松原紀子、宇都宮優貴子
  - ディレクター：米川昭吾、滝田朋之、鴨井義明、今野恒、持田順也
  - プロデューサー：和田隆、日原直子
  - 演出：松井昂史

愛の天気予報
- - ディレクター：鈴木淳一、佐々竜太郎

FAX
- - ディレクター：藤村利晴、栗栖政文、芝崎孝雄、小笠原豪
  - プロデューサー：森下泰男
  - 演出：安島隆

24時間営業中 応援写真館
- - ディレクター：小江翼、大内勝、山本拓央
  - プロデューサー：大越理央、藤井秀人
  - 技術協力：Canon

テレビが生んだHOT HIT 100
- - テクニカルディレクター：江村多加司
  - 照明：阿部権治
  - 調整：佐藤満
  - 音効：佐藤裕二
  - 音楽：多田暁、Osha-B.Tock
  - PA：藤原靖久
  - クレーン：中村将直
  - TK：坂本幸子、春日千佳子、岸波明子
  - 美術デザイン：道勧英樹
  - 装置：岩田有立
  - オブジェ：佐俣勇
  - 装飾：後藤隆彦
  - 電飾：上野厚子、浅野辰也
  - タイトル：守屋健太郎
  - CG：マザーランドエンターテインメント
  - 制作進行：石田美和
  - アシスタントプロデューサー：川嶋典子、棚橋砂予
  - ディレクター：佐藤正樹、浪岡厚生、佐々木俊勝、藤原耕治、永井英樹、市野雅一、村井創太郎
  - プロデューサー：森下典子
  - 演出プロデュース：三枝孝臣、福士睦

日本LOVELOVE大賞 2003
- - テクニカルディレクター：今井正
  - スイッチャー：高梨正利
  - MIXER：鈴木佳一
  - カメラチーフ：山田祐一、濱川和人
  - カメラ：村上和正、玉木政成、谷理香
  - オーディオ：今野健、藤岡絵里子、福田大輔、山田値久
  - VE：八木一夫
  - VTR：別当亮
  - 照明：大川俊行、合田憲司、木村明
  - 美術プロデューサー：鈴木喜勝
  - 美術アシスタントプロデューサー：高津光一郎
  - 装置：小出幸男
  - 装飾：高橋吉彦
  - オブジェ：中里昭博
  - 生花：柴田正子
  - アシスタントプロデューサー：羽村直子、白石綾子
  - ディレクター：北條伸樹、マッコイ斎藤、古山晃、げん、諏訪陽介、川俣和也、三枝幹直、島田総一郎、小野隆史
  - プロデューサー：矢追孝男、長岡美樹

コマネチ20年ぶりに復活
- - テクニカルディレクター：高橋一徳
  - スイッチャー：山本義治
  - カメラ：前田武志
  - VE：矢野伴治
  - 音声：伊藤大以佐
  - 照明：小川勉
  - 美術デザイナー：渡辺俊孝
  - 装置：前野博幸
  - 会場運営：後藤範之、土生直樹
  - ディレクター：石田昌浩、若林愛美、守下雅也、森田俊介
  - 中継ディレクター：酒井基成、道坂忠久、荻野陽介
  - プロデューサー：菅沼和美

日本列島モノにも愛を
- - ディレクター：石尾純、上野真二

日本一家族大集合
- - テクニカルディレクター：森田恭章、小沢俊博
  - スイッチャー：木村智、関口文雄
  - カメラ：青木謙一、大谷アグリ
  - VE：大滝剛史、川村朋秀
  - 照明：八木和義
  - 装置：品田昌則
  - MIX：木村宏志、大場悟
  - 中継ディレクター：澤田隆昌、大八木直、佐藤吉正、上田知洋、松田幸樹、中原芳、吉田雅司
  - ディレクター：竹山耕太郎、李昌昇、藤原将人
  - プロデューサー：天笠ひろ美、田村拓久良
  - 演出：藤森和彦

全国一億人インタビューあなたを一番愛する人
- - ディレクター：小松原正勝、桜井徹、田辺繁郎、飯沼誠、成家理恵
  - アシスタントプロデューサー：本多雅春

義足の少年 限界への激走
- - テクニカルディレクター：浦野龍彦
  - スイッチャー：森田康司
  - カメラ：今野克裕
  - 音声：日下部巌
  - 医療協力：八王子山王病院
  - 装置：田村佳久
  - 中継ディレクター：加藤宏実
  - アシスタントプロデューサー：伊藤英恵
  - ディレクター：武井正弘
  - プロデューサー：江尻直孝

9人の小学校 最後の夏休みの宿題
- - テクニカルディレクター：鈴木修一
  - スイッチャー：棟方直樹
  - VE：奈良豪人
  - カメラ：葛西克範
  - オーディオ：川瀬光平
  - ASS：岩本俊映
  - コーディネーター：西谷政仁
  - ディレクター：武澤忠、成田理、中川義規、中島佑
  - プロデューサー：加藤晋也、安藤正臣

東銀座日産本社ギャラリー
- - 特別協賛：日産自動車
  - テクニカルディレクター：山根寿彦
  - カメラ：中込圭
  - 音声：渡辺祐一
  - 照明：中瀬有紀
  - ディレクター：福田逸平太、黒川高、福田俊哉

日テレ汐留プラザ・笑点
- - 照明：蜂谷道雄
  - カメラ：木村正次
  - 美術デザイナー：磯村英俊
  - 装飾：丸山善之
  - 衣裳：佐々木皖子
  - メイク：村元希久子
  - ディレクター：中西健、大畑仁、親松豊、萩原誠
  - プロデューサー：鈴木雅人、戸田一也、飯田達哉、中野留理子

告知
- - ディレクター：横山裕康、宮本誠臣、峰添忠、清野美紀

賀来千香子、アフガニスタンを行く
- - カメラ：山本啓太
  - 音声：廣瀬あかり
  - ディレクター：納富隆治、加賀谷健吾
  - アシスタントプロデューサー：渡辺嘉子
  - プロデューサー：荻原伸之

北朝鮮拉致被害者家族
- - 協力：福井放送
  - プロデューサー：鈴江秀樹、清田精二、島嵜正行、杉田文彦

ハンディキャップに負けないゾ!・音楽がやりたい!
- - 出演者アテンド：柏木美宏、加藤智康
  - 演奏アドバイザー：斎藤みさ子
  - 音効：山本香織
  - 協力：オガワ楽器、竹山木管楽器製作所、(株)全音楽譜出版社、清家ミュージックスクール、浅野太鼓
  - ディレクター：田中裕樹、新井秀和、佐藤ゆうし、田頭悟、大場剛、黄木美奈子、峰添忠、小島俊一、杉江達也
  - プロデューサー：松本京子、西村薫、中川幸美
  - 演出：似鳥利行、加藤雅之

ずっと夫婦でしたけど、あらためまして結婚式
- - 協力：神奈川県藤野町の皆さん、神奈川カントリークラブ
  - 制作進行：古城戸利香
  - ディレクター：三浦伸介、大澤弘子、大友有一、國弘明子、並木哲也
  - プロデューサー：小幡英司、高橋葉子、光岡裕子

24時間・生DASH村
- - テクニカルディレクター：清宏
  - スイッチャー：清水健
  - MIX：森川哲男
  - カメラ：長谷川司
  - 照明：重松隆博
  - 装置：平野春義
  - コーディネーター：塚越倫子
  - アシスタントプロデューサー：中田真紀
  - ディレクター：高畑伸彦、秋山健一郎、石村修司、渡邉孝之、真木健一郎、大嶽一豪、田川浩子、伊藤寛昭、井出哲人
  - プロデューサー：今村司、石川京子

日本一の琵琶湖をカヌーで横断!
- - テクニカルディレクター：高田裕都
  - スイッチャー：林晃吉
  - カメラ：塚本新一
  - 音声：三村将之
  - マイクロ：本田政雄、熊倉正彦
  - 装置：渡辺講三
  - 医療協力：坂井田稔
  - 技術協力：エキスプレス、福建社、共立
  - 協力：滋賀ロケーションオフィス、山甚水産、近江八幡消防団第9分団
  - ディレクター：加納成人、清田知宏、竹内隆徳、満冨洋隆、元木秀和
  - 中継ディレクター：永原啓一、高木悟
  - アシスタントプロデューサー：安田久美子、木村友子
  - プロデューサー：下村忠文
  - 演出：向笠啓祐

母にささげる車いすトライアスロン
- - テクニカルディレクター：江頭恭二、半下石修
  - カメラ：保刈寛之
  - 連絡線：辻直哉
  - マイクロ：岩元和浩、松田孝之、甲斐創、佐久間丈貴、木村仁彦、藤村毅、石浜浩司
  - ポイントTD：井ノ口彰樹、大塚英嗣、小峰祐司、隅元久、浜田和義、横山和弘
  - 照明：吉野茂
  - 装置：東谷武文
  - 協力：指宿市、イッシー特捜隊、指宿市郡医師会、鹿児島県、鹿児島海上保安部、指宿警察署、サクラスイミング、アクセスインターナショナル、東京都障害者総合スポーツセンター、バラエティクラブジャパン、丸石自転車株式会社、JAMIS、喜入町役場、休暇村指宿、ケン・コーポレーション
  - ディレクター：中澤洋貴、渡辺政次、長瀬久司、笠原保志、本間千映子、川久保貴之、田代拓弥、内田潔、平野真一
  - アシスタントプロデューサー：鈴木千佳子、田代栄治、岡野芳子
  - プロデューサー：竹村薫
  - 演出：瓜生健、米澤敏克

山田花子110㎞マラソン
- - テクニカルディレクター：山本聡一
  - CA：山口信也
  - カメラ：石渡裕二、石橋孝雄
  - オーディオ：大浦政宣
  - ヘリコプター：内野航司、村田義晴
  - 照明：河内俊明
  - 電飾：石津祥一
  - ドライバー：植草勝英、花渕敏
  - 美術デザイナー：近藤純子
  - 装置：峰崎俊輔
  - 特殊効果：大宮敏明
  - コーディネーター：山田泰
  - GPS：岡部久雄
  - CVセンター：星野克己
  - マラソンコーディネーター：坂本雄次、村嶋芳樹、中川修一、坂秀一
  - 制作進行：石井希和、田口美和子、古森功
  - ディレクター：小川明人、前田直彦、岩佐直樹、渡辺卓郎、高野透矢、山口博之、大野光浩、馬杉光
  - プロデューサー：川邊哲也、阿河朋子
  - プロデューサー・演出：中村博行
- 広報：小串理江、梶原美緒
- 音楽効果：小川彦一、村上義行、金沢裕一、吉田茂、宮川素子、橋本いずみ
- VTR・テレシネ︰星野正樹
- SDC・SOC︰青木健二、岩本公平、月城徳守、佐藤健治
- CVセンター︰山本好章、長勢亜希子
- 放送進行：芦川剛史、戸田聖一郎、太田清美、瀬川尚子
- 回線コーディネーター：石渡敏幸
- マスター︰北野亨、須加知也、室田孝昭、清野理
- 回線ブッキング︰秋元悠子、河合英明、藤井陽子
- 電話回線設備：山崎行雄、尾崎延雄、浅川彦四郎
- 編成：小松良徳、南波昌人
- 営業：手柴英斗、北川俊介
- CM進行：山本浩太郎、倉橋佳子
- 技術協力：日本テレビアート、NTV映像センター、日本テレビビデオ、コスモ・スペース、タムコ、共立、バンセイ、千代田ビデオ、テレテック、朝日航洋、クロステレビ、田中電気、日本有線テレビ、ジャパンテレビ、明光セレクト、日放、東京音研、MIDGET、さがみエンヂニアリング、トムキャット、日本テレビワーク24、カスト、ヌーベルバーグ
- 制作協力：アガサス、安寿、いまじん、Eカンパニー、えすと、Fプロジェクト、NTV映像センター、5年D組、ZION、ザ・ワークス、CRネクサス、翔テレビジョン、スパイスファクトリー、笑軍様、ZIPPY、創輝、DNP、日企、日本テレビエンタープライズ、BURST、フォルミカ、モスキート、ランナーズウェルネス、ユニオン映画
- 「24時間テレビ」チャリティー委員会事務局：江間靖男 / 伊藤喜三郎、広沢みどり、稲田正子、中島尚子、中村友美、野村洋二 / 全国のボランティアの皆さん、ボランティア東京委員会、草の根チャリティーネットワーク
- 警備本部：平林邦介、安齋健一郎、高島修 / 奴賀正美

Kサブ放送本部
- - テクニカルディレクター：新名大作
  - 音声プランナー：大竹弘一
  - VE：落合俊輔、山本英雄、三崎美貴、矢込宏敬
  - 音声︰大越克人、鈴木詳司、川合亮、三橋浩司、酒井孝、小境健太郎、山口直樹
  - スイッチャー：村松明、滝沢壮治、三井隆裕、岩本茂
  - TK・DSS：居波初子、山沢啓子、柏木梨佐、長坂真由美、赤﨑洋子、田中綾、竹島祐子、山下裕子、丸山茜
  - 回線コーディネーター/UV：平井健太郎、畠山直人、古賀淳治、矢野健二、吉田安広、青木芳人、増田淳
  - マルチモニターSW：高安彰、荒久田畦史、升田久美
  - 技術コーディネーション：徳丸郁、池谷賢志
  - 演出：中西太
  - ディレクター：中谷聡、水上啓、伴在正行、大角誠
- 制作進行：川上トリオ、永見知子、中條理麻 / 東原祐子、斉藤寿
- エグゼクティブディレクター：神戸文彦
- プロデューサー：中村元気、財津功、黒岩直樹、安岡喜郎、面高直子、山田克也、大山恭平、上田識喜 / 寺内壮
- 演出：村上和彦、髙橋利之、森實陽三
- 総合演出：小澤龍太郎
- チーフプロデューサー：吉川圭三
- 製作指揮：山根義紘
- 製作著作：日本テレビ